# 미셸 보름
미셸 보름(네덜란드어: Michel Vorm, 1983년 10월 20일 ~ )은 네덜란드의 은퇴한 축구 선수이다. 골키퍼로 활약했다.

## 기록

### 대회 기록

#### 선수
네덜란드 축구 국가대표팀 (2008~2014)
- UEFA U-21 챔피언십 우승 : 2006
- 2010 남아공 월드컵 : 준우승
- 2014 브라질 월드컵 : 3위

스완지 시티 AFC (2011~2014)
- EFL컵 우승 : 2012-13

토트넘 홋스퍼 FC (2014~2020)
- EFL컵 준우승 : 2014-15
- 프리미어리그 준우승 : 2016-17
- UEFA 챔피언스리그 준우승 : 2018-19

#### 코치
토트넘 홋스퍼 FC (2021~ )